# St. Ägidius (Oberwittighausen)

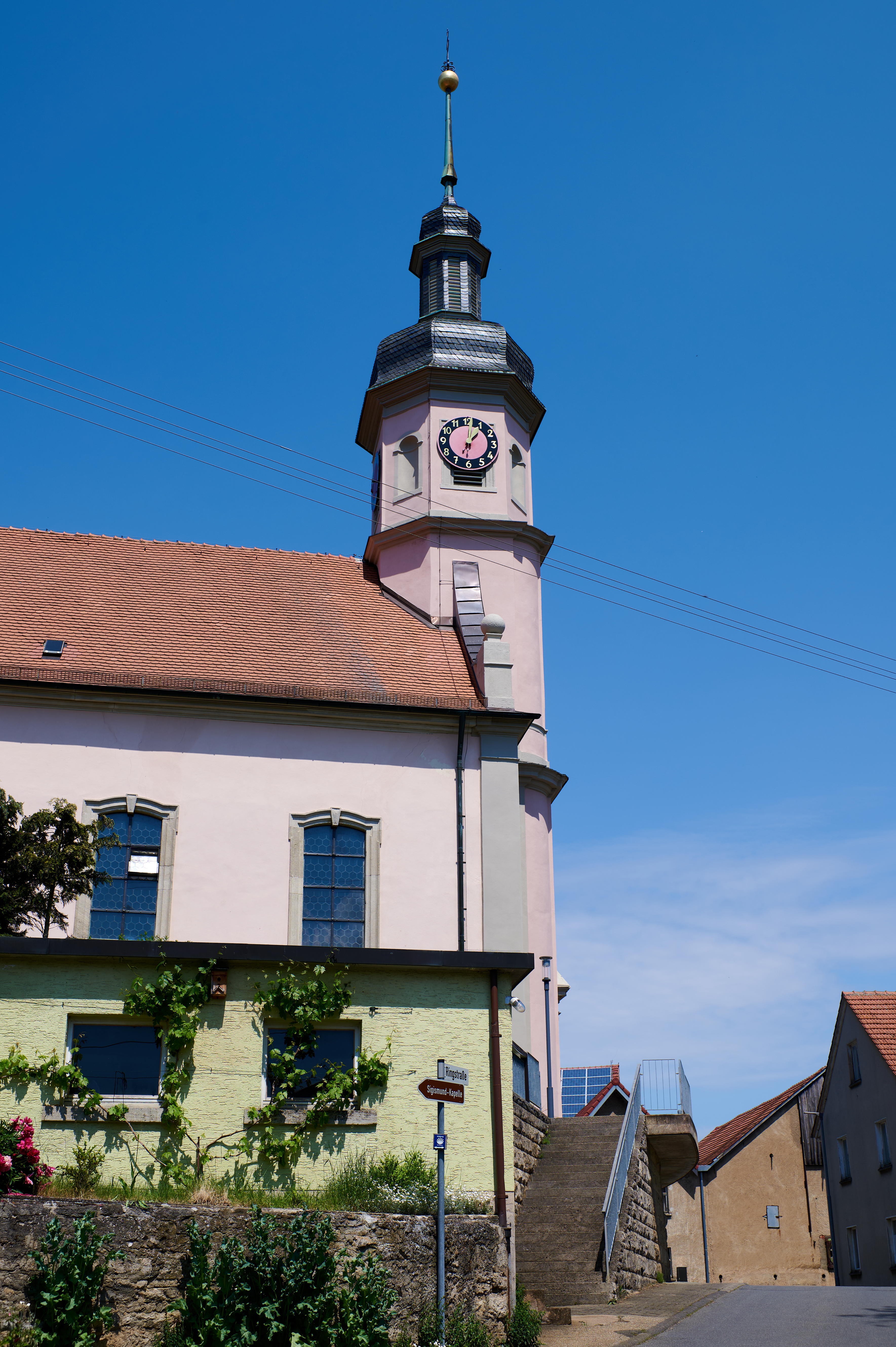
St. Ägidius in Oberwittighausen (2017)

Die römisch-katholische Filialkirche St. Ägidius in Oberwittighausen, einem Ortsteil von Wittighausen im Main-Tauber-Kreis, wurde Anfang des 18. Jahrhunderts erbaut. Die Ägidiuskirche ist eine Filiale der Allerheiligenkirche in Unterwittighausen, die zur Seelsorgeeinheit Grünsfeld-Wittighausen im Dekanat Tauberbischofsheim des Erzbistums Freiburg gehört.

## Geschichte
Das heutige Gotteshaus ersetzte einen baufällig gewordenen Vorgängerbau. Auf persönliche Vermittlung des aus Oberwittighausen gebürtigen Artilleriehauptmanns Andreas Müller stellte der Würzburger Fürstbischof Johann Philipp II. von Greiffenclau den Großteil der Baukosten von 2586 Reichstalern zur Verfügung. Im Jahre 1717 wurde der aus Vorarlberg stammende Architekt und seinerzeitige Würzburger Hofbaumeister Joseph Greissing beauftragt. Etwa 1720 war der Bau fertiggestellt.

## Kirchenbau und Ausstattung

### Glocken
Im Glockenturm hängen vier Glocken. Die erste wird um 11 Uhr mit dem Ton h´ geläutet. Sie ist dem Kirchenpatron Ägidius geweiht. Um 12 Uhr läutet die Glocke mit dem Ton a‘. Sie ist dem Herzen Marias geweiht. Die kleinste Glocke, 1872 gefertigt, hat den Ton d‘‘ und ist dem Heiligen Josef geweiht. Bei Todesfällen im Ort wird die größte Glocke mit dem Ton fis‘ geläutet und deshalb auch „Totenglocke“ genannt. Sie ist dem Heiligen Michael geweiht.

### Orgel
Eine 1887 eingebaute Orgel versagte schon zwei Jahre später ihren Dienst. Wahrscheinlich war das Instrument bereits gebraucht angeschafft und nicht mehr auf dem neuesten Stand, als es eingebaut wurde. In Folge erhielten die Oberwittighäuser Gläubigen 1905 eine neue Orgel vom Orgelbauer  Hardheimer Wilhelm Bader sen. (Hardheim).
1999 entschied sich die Gemeinde für eine Neuanschaffung der Orgel aus der Werkstatt Michael Becker, da das bestehende Werk aufgrund starken Horzwurmbefalls abgängig war. Der Spieltisch der neuen Orgel verfügt über zwei Manuale, bestehend aus einem Haupt- und Echo- sowie einem Pedalwerk. Zwölf klingende Register geben der Orgel einen strahlenden Glanz. Insgesamt 844 Pfeifen aus Holz und Metall (Zinn und Blei) sind in der Orgel zu finden.

### Innere Struktur
Das als gut proportionierte, spätbarocke Einturmfassadenkirche gestaltete Bauwerk ist im charakteristischen Stil der mainfränkischen Landkirchen seines Schöpfers Joseph Greissing gehalten. Auf einer Anhöhe platziert, ist die Architektur vor allem auf Fernwirkung angelegt. An das dreiachsige Langhaus schließt der eingezogene Chor mit dreiseitigem Abschluss an. Bemerkenswert an dem sonst schlichten Putzbau mit seiner Werksteingliederung sind die abgerundeten Gebäudekanten der beiden unteren Turmgeschosse, die bereits das nahende Rokoko ankündigen und damals als höchst modern gelten konnten.
Auf dem linken Seitenaltar ist eine Heilige Barbara mit ihren Insignien Turm und Zweig zu sehen. Unter der Heiligen ist das Entstehungsjahr 1663 angegeben.
Der rechte Seitenaltar zeigt einen Heiligen Sebastian, der ebenfalls auf das Jahr 1663 datiert ist.